# 포뮬라 (영화)
포뮬라(The Formula)는 미국에서 제작된 존 G. 아빌드센 감독의 1980년 범죄, 스릴러 영화이다. 조지 C. 스콧 등이 주연으로 출연하였고 스티브 샤건 등이 제작에 참여하였다.

## 출연

### 주연
- 조지 C. 스콧
- 말론 브란도

### 조연
- 마르트 켈러
- 존 길구드
- G.D. 스프라들린
- 베아트리스 스트레이트
- 리차드 린치
- 존 밴 드리렌

## 제작진
- 원작자: 스티브 샤건
- 미술: 허먼 A. 블루멘달
- 의상: 빌 토머스
- 배역: 카로 존스